# Mədinə Əliyeva
Mədinə Əliyeva (ur. 18 marca 1990 w Azerbejdżanie) – azerska siatkarka, grająca jako przyjmująca. Obecnie występuje w drużynie Rabita Baku.

## Sukcesy
- Klubowe Mistrzostwa Świata
  -  2011